# Mistrzostwa Świata w Kolarstwie Torowym 1956
53. Mistrzostwa Świata w Kolarstwie Torowym 1956 odbyły się w stolicy Danii – Kopenhadze. Rozegrano pięć konkurencji: sprint zawodowców i amatorów, wyścig na dochodzenie zawodowców i amatorów oraz wyścig ze startu zatrzymanego zawodowców.

## Medaliści

### Mężczyźni
| Konkurencja                                   | Złoto           | Srebro            | Brąz               |
| --------------------------------------------- | --------------- | ----------------- | ------------------ |
| Sprint indywidualny amatorów                  | Michel Rousseau | Jorge Bátiz       | Guglielmo Pesenti  |
| Wyścig indywidualny na dochodzenie amatorów   | Ercole Baldini  | Leandro Faggin    | John Geddes        |
| Sprint indywidualny zawodowców                | Antonio Maspes  | Reg Harris        | Oscar Plattner     |
| Wyścig indywidualny na dochodzenie zawodowców | Guido Messina   | Jacques Anquetil  | Kay Werner Nielsen |
| Wyścig ze startu zatrzymanego zawodowców      | Graeme French   | Guillermo Timoner | Walter Bucher      |

## Klasyfikacja medalowa
| Miejsce | Państwo         |   |   |   | Razem |
| ------- | --------------- | - | - | - | ----- |
| 1.      | Włochy          | 3 | 1 | 1 | 5     |
| 2.      | Francja         | 1 | 1 | 0 | 2     |
| 3.      | Australia       | 1 | 0 | 0 | 1     |
| 4.      | Wielka Brytania | 0 | 1 | 1 | 2     |
| 5.      | Argentyna       | 0 | 1 | 0 | 1     |
|         | Hiszpania       | 0 | 1 | 0 | 1     |
| 7.      | Szwajcaria      | 0 | 0 | 2 | 2     |
| 8.      | Dania           | 0 | 0 | 1 | 1     |